# Teloschistales
Teloschistales é uma ordem composta sobretudo por fungos que formam líquenes, da classe Lecanoromycetes de Ascomycota. Segundo uma estimativa de 2008, esta ordem contém 5 famílias, 66 géneros e 1954 espécies.